# Katastrofa lotnicza w Kirtland
Katastrofa lotnicza w Kirtland – katastrofa lotnicza, która miała miejsce 22 maja 1957 roku. Samolot B-36 Peacemaker przewoził bombę atomową z bazy w Biggs w Teksasie (USA) do bazy Kirtland w stanie Nowy Meksyk. O godzinie 1150 czasu miejscowego, podczas podejścia do lotniska, na wysokości około 1700 stóp (ok. 500 metrów) z samolotu wypadła, wraz z drzwiami przedziału bombowego, przewożona w nim bomba. Spadochrony wprawdzie zadziałały automatycznie, ale ze względu na małą wysokość w chwili opuszczenia samolotu – nie otworzyły się do końca. Bomba upadła siedem kilometrów na południe od bazy, ok. 500 metrów na zachód poza granicą strefy wojskowej. W wyniku uderzenia, w bombie zadziałały zapalniki ładunków klasycznych, które rozerwały bombę i wybiły w ziemi krater głębokości 3,5 i średnicy 7 metrów. Szczątki bomby rozrzucone zostały w promieniu półtora kilometra od miejsca upadku bomby.
Według źródeł wojskowych, nie nastąpiło skażenie terenu wokół miejsca katastrofy, ponieważ ze względów bezpieczeństwa na czas transportu ładunek nuklearny nie znajdował się w zgubionej bombie, tylko bezpiecznie wylądował wraz z samolotem.